# Clemira Pacheco
Clemira Hugolina Pacheco Rivas (Lirquén, Penco, 5 de mayo de 1961) es una profesora y política chilena. Fue diputada por el distrito N.° 45, Región del Biobío, desde 2006 hasta 2018.

## Biografía
Curso sus estudios superiores en la Universidad de Concepción dónde estudió la carrera de Pedagogía Básica Diferencial. Posteriormente, realizó un Magíster en Políticas Sociales y participó en el curso: Dirección de Unidad Educativa - La Dimensión Educativa de Proyectos Sociales, ambos en su misma casa de estudios.
Una vez que egresó de la universidad, trabajó en una reducción mapuche en la zona de Cholchol, en la Región de La Araucanía.
En el ámbito profesional, en 1986 fue parte del grupo fundador de la ONG Centro de Promoción de Desarrollo Popular (Organización No Gubernamental - Cepdepo). Dicho organismo, formó jóvenes monitores para el apoyo escolar de niños de las comunas de Coronel y Lota pertenecientes a ollas comunes de los desempleados del Programa de Empleo Mínimo (PEM), del Programa de Ocupación para Jefes de Hogar (POJH), y de la Empresa Nacional del Carbón (Enacar). También, estuvo a cargo de comedores para niños y formó jardines infantiles en los sectores de Cerro Obligado, La Colonia y Yobilo.
En forma paralela, entre 1986 y 1995, desarrolló actividades con mujeres en temas de derechos biológicos y reproductivos. Además, prestó capacitación en prevención de enfermedades de transmisión sexual con el mundo gay, transexual y lésbico y con trabajadoras sexuales. Asimismo, fue directora del colegio particular subvencionado San Pedro de Coronel y dirigió la radio Matías La Nueva.
Entre 1992 a 2008, durante los periodos en que su marido se desempeñó como alcalde, integró su equipo asesor y desarrolló trabajos sociales en hogares de niños. Así como también, trató temas de violencia intrafamiliar y de seguridad ciudadana. Además, implementó una Sala de Salud al lado de los jardines infantiles, la que operaba coordinadamente con los hospitales y consultorios del área. Asimismo, desarrolló actividades recreativas y deportivas para jóvenes, y les prestó apoyo en la implementación y formulación de proyectos. Al mismo tiempo, dirigió una ONG enfocada en la realización de capacitaciones y talleres para hombres y mujeres del mundo pesquero en temas como: desarrollo de microempresas para pescadores artesanales; formación de líderes; y desarrollo humano y autoestima en las mujeres.
También, impulsó proyectos para combatir y prevenir la delincuencia y la violencia como Comuna Segura Compromiso 100 para Jóvenes y PreveTren, un carril que te escucha. Además, integró la consultora Andara, encargada de realizar estudios sociales para focalizar la ayuda a la pobreza mediante ideas de desarrollo local.
Ha trabajado en proyectos del Servicio Nacional del Consumidor (Sernac), del Ministerio del Trabajo, del Fondo de Solidaridad e Inversión Social (Fosis), y del Servicio de Capacitación y Empleo (Sence).

## Carrera política
Durante sus años universitarios, participó en la Parroquia Universitaria lo que le permitió vincularse con los sectores más vulnerables de la sociedad. Paralelamente, participó en movimientos estudiantiles, poblacionales y de defensa de los Derechos Humanos. También, formó parte del Comité de Defensa de los Derechos del Pueblo (Codepu) y militó en el Movimiento de Izquierda Revolucionaria (MIR).
Como miembro del Partido Socialista (PS), durante su militancia ha participado en la dirección política provincial, regional y nacional de la colectividad. También, presidió la dirección comunal de Coronel.
Fue jefa operativa comunal de las campañas presidenciales de los candidatos Patricio Aylwin (en 1989), Eduardo Frei (en 1993) y Ricardo Lagos (en 1999). Además, dirigió las actividades operativas de las campañas parlamentarias de los candidatos al Congreso por el Distrito N.º 45 y fue jefa de la campaña de Alejandro Navarro en las elecciones parlamentarias de 1993 y 1997.
En forma paralela, entre 1992-2008, fue jefa de las cuatro campañas de René Carvajal por la alcaldía de Coronel.
En 2005, fue elegida diputada por el PS por la Región del Biobío, distrito N.º 45, correspondiente a las comunas de Coronel, Florida, Hualqui, Penco, Santa Juana y Tomé. En diciembre de 2009, fue reelegida por el PS en el mismo distrito. Forma parte del comité parlamentario del Partido Socialista.

## Historial electoral

### Elecciones parlamentarias de 2005
- Elecciones parlamentarias de 2005 a Diputado por el distrito 45 (Coronel, Florida, Hualqui, Penco, Santa Juana y Tomé)[1]

### Elecciones parlamentarias de 2009
- Elecciones parlamentarias de 2009 a Diputado por el distrito 45 (Coronel, Florida, Hualqui, Penco, Santa Juana y Tomé) [2]

### Elecciones parlamentarias de 2013
- Elecciones parlamentarias de 2013 a Diputado por el distrito 45 (Coronel, Florida, Hualqui, Penco, Santa Juana y Tomé)[3]